# Бугарска на Европском првенству у атлетици у дворани 1971.
Бугарска је као домаћин учествовала на 2. Европском првенству у атлетици у дворани 1971. одржаном у Софији, 13. и 14. марта. Репрезентацију Ббугарске у њеном другом учешћу на европским првенствима у дворани представљао је 34 спортиста (16 мушкраца и 18 жена) који су се такмичили у 22 дисциплина 12 мушких и 10 женских.
Са освојение 3 бронзане медаље Бугарска је у укупном пласману заузела 11. место од 13 земаља које су на овом првенству освајале медаље, односно 23 земље учеснице.
У табели успешности (према броју и пласману такмичара који су учествовали у финалним такмичењима (првих 8 такмичара)) Бугарска је је заузела 6. место са 41. бодом Табела успешности на ЕП 1971 сајт ЕАА</ref> од 21 земље које су имале представнике у финалу. На првенству су учествовале 23 земаље чланица ЕАА. Једино Турска и Данска нису имале представника у финалу.
| Плас. | Земља    | 1. место | 2. место | 3. место | 4. место | 5. место | 6. место | 7. место | 8. место | Бр. финал. - Бод. |
| ----- | -------- | -------- | -------- | -------- | -------- | -------- | -------- | -------- | -------- | ----------------- |
| 6.    | Бугарска | −        | −        | 3 − 18   | 2 − 10   | 2 − 8    | 1 - 3    | 1 - 2    | -        | 9 - 41            |

## Учесници
| Бр. | Дисциплина   | Мушкарци                       | Жене                                                            | Укупно |
| --- | ------------ | ------------------------------ | --------------------------------------------------------------- | ------ |
| 1.  | 60 м         | Георги Јовчев                  | Иванка Валкова Јорданка Јанкова                                 | 3      |
| 2.  | 400 м        | Krestyu Христов                | Стефка Јорданова Светла Златева                                 | 3      |
| 3.  | 800 м        | Петар Кјатовски Атанас Атансов | Dshena Бинева Весела Ташева                                     | 4      |
| 4.  | 1.500 м      | Најден Петров                  | Василена Амзина                                                 | 2      |
| 5.  | 3.000 м      | Петко Јордаов                  |                                                                 | 1      |
| 6.  | 60 м препоне | Станчо Димитров                | Снежана Јуркова Петра Соколова                                  | 3      |
| 7.  | 4 х 200 м    |                                | Иванка Венкова Иванка Кошничарска Софка Казанчева Монка Бобчрва | 4      |

| Бр. | Дисциплина   | Мушкарци                                                        | Жене                                                          | Укупно   |
| --- | ------------ | --------------------------------------------------------------- | ------------------------------------------------------------- | -------- |
| 8.  | 4 х 400 м    | Krestyu Христов* Александер Јанев Александер Попов Јордан Попов | Светла Златева* Стефка Јорданова* Джена Бинева* Тонка Петрова | 4        |
| 9.  | 4 х 800 м    | Атанас Атанасов* Петар Кјатовски* Димчо Дерибајев Петар Чиков   |                                                               | 3        |
| 10. | Скок увис    | Петар Богданов                                                  | Катја Ласова                                                  | 2        |
| 11. | Скок удаљ    | Георги Марин                                                    | Недјалка Ангелова                                             | 2        |
| 12. | Троскок      | Георги Стојковски                                               |                                                               | 1        |
| 13. | Бацање кугле | Валчо Стојев                                                    | Иванка Христова Радостина Васекова                            | 2        |
|     | Укупно (13)  | 16 (19)*                                                        | 18 (21)*                                                      | 34 (40)* |

- Тачка уз име такмичара означава де је учествовао у више дисциплина.

## Освајачи медаља
- Бронза
- Иванка Венкова
Иванка Кошничарска
Софка Казанчева
Монка Бобчрва — 4 х 200 м, жене
- Светла Златева*
Стефка Јорданова*
Dshena Бинева*
Тонка Петрова — 4 х 400 м, жене
- Krestyu Христов*
Александер Јанев
Александер Попов
Јордан Попов — 4 х 400 м, мушкарци

## Резултати

### Мушкарци
| Атлетичар                                                       | Дисциплина          | Лични рекорд | Квалификације | Квалификације | Полуфинале           | Полуфинале           | Финале               | Финале    | Детаљи |
| Атлетичар                                                       | Дисциплина          | Лични рекорд | Резултат      | Место         | Резултат             | Место                | Резултат             | Место     | Детаљи |
| --------------------------------------------------------------- | ------------------- | ------------ | ------------- | ------------- | -------------------- | -------------------- | -------------------- | --------- | ------ |
| Беорги Јовчев                                                   | 60 м                |              | 6,8           | 3. у гр. 2 КВ | Диск.                | Диск.                | Диск.                | БП        |        |
| Krestyu Христов                                                 | 400 м               |              | 49,0          | 3. у гр. 2    | Није се квалификовао | Није се квалификовао | Није се квалификовао | 10. / 12  |        |
| Петар Кајтовски                                                 | 800 м               |              | 1:51,9        | 2 у гр. 1 КВ  |                      |                      | 1:52,0               | 5. / 12   |        |
| Атанас Атанасов                                                 | 800 м               |              | 1:54,4        | 3 у гр. 2     | Није се квалификовао | 7. / 12              |                      |           |        |
| Најден Петров                                                   | 1.500 м             |              | 3:55,2        | 6. у гр. 4    | Није се квалификовао | Није се квалификовао | Није се квалификовао | 10. / 12  |        |
| Петко Јордаов                                                   | 3.000 м             |              | 8:19,8        | 6. у гр. 1    | Није се квалификовао | Није се квалификовао | Није се квалификовао | 10. / 15  |        |
| Станчо Димитров                                                 | 60 м препоне        |              | 8,1           | 3. у гр. 2 КВ | 8,3                  | 6. у пф. 1           | Није се квалификовао | 12. / 19  |        |
| Петар Богданов                                                  | скок увис           |              |               |               |                      |                      | 2,05                 | =18. / 20 |        |
| Георпи Марих                                                    | скок удаљ           |              | 7,51          | 13. / 17      |                      |                      |                      |           |        |
| Станчо Димитров                                                 | троскок             |              | 16,00         | 7. / 15       |                      |                      |                      |           |        |
| Валчо Стојев                                                    | бацање кугле        |              | 17,80         | 12. / 15      |                      |                      |                      |           |        |
| Krestyu Христов* Александер Јанев Александер Попов Јордан Попов | 4 х 400 м, мушкарци |              | 3:15,6 НРд    |               |                      |                      |                      |           |        |
| Атанас Атанасов* Петар Кјатовски* Димчо Дерибајев Петар Чиков   | 4 х 800 м, мушкарци |              | 7:26,4        | 4. / 4        |                      |                      |                      |           |        |

### Жене
| Атлетичар                                                       | Дисциплина      | Лични рекорд | Квалификације | Квалификације | Полуфинале            | Полуфинале            | Финале                | Финале   | Детаљи |
| Атлетичар                                                       | Дисциплина      | Лични рекорд | Резултат      | Место         | Резултат              | Место                 | Резултат              | Место    | Детаљи |
| --------------------------------------------------------------- | --------------- | ------------ | ------------- | ------------- | --------------------- | --------------------- | --------------------- | -------- | ------ |
| Иванка Валкова                                                  | 60 м            |              | 7,7           | 4. у гр. 1    | Није се квалификовала | Није се квалификовала | Није се квалификовала | 16. / 24 |        |
| Јорданка Јанкова                                                | 60 м            |              | 7,7           | 4. у гр. 3    | Није се квалификовала | Није се квалификовала | Није се квалификовала | 17. / 24 |        |
| Стефка Јорданова                                                | 400 м           |              | 55,6          | 3. у гр. 3    | Није се квалификовала | Није се квалификовала | Није се квалификовала | 10. / 14 |        |
| Светла Златева                                                  | 400 м           |              | 54,1          | 1. у гр. 4 КВ | 54,5                  | 1. у пф. 1            | 54,6                  | 4. / 14  |        |
| Dshena Бинева                                                   | 800 м           |              | 2:12,1        | 5. у гр. 2    |                       |                       | Није се квалификовала | 13. / 14 |        |
| Весела Ташева                                                   | 800 м           |              | 2:11,1        | 4. у гр. 3    | 12. / 14              |                       |                       |          |        |
| Василена Амзина                                                 | 1.500 м         |              |               |               |                       |                       | 4:25,6                | 6. / 7   |        |
| Снежана Јуркова                                                 | 60 м препоне    |              | 8,8           | 5. у гр. 1    | Није се квалификовала | Није се квалификовала | Није се квалификовала | 18. / 22 |        |
| Петра Соколова                                                  | 60 м препоне    |              | 8,9           | 4. у гр. 3    | Није се квалификовала | Није се квалификовала | Није се квалификовала | 20. / 22 |        |
| Иванка Венкова Иванка Кошничарска Софка Казанчева Монка Бобчрва | 4 х 200 м, жене |              |               |               |                       |                       | 1:39,7                |          |        |
| Светла Златева* Стефка Јорданова* Dshena Бинева* Тонка Петрова  | 4 х 400 м, жене |              | 3:47,8 НРд    |               |                       |                       |                       |          |        |
| Катја Ласова                                                    | скок увис       |              | 1,70          | 13. / 15.     |                       |                       |                       |          |        |
| Недјалка Ангелова                                               | скок удаљ       |              | 5,94          | 10. / 10.     |                       |                       |                       |          |        |
| Иванка Христова                                                 | бацање кугле    |              | 17,42         | 5. / 11       |                       |                       |                       |          |        |
| Радостина Васекова                                              | бацање кугле    |              | 14,70         | 11. / 11      |                       |                       |                       |          |        |

## Биланс медаља Бугарске после 2. Европског првенства у дворани 1970—1971.
|     | ЕП     |   |   |   |   | УП  |
| 1.  | 1970.  | 0 | 0 | 0 | 0 | 0   |
| 2.  | 1971.  | 0 | 0 | 3 | 3 | 11. |
| 1-2 | Укупно | 0 | 0 | 3 | 3 | 14. |

|                                        | ЕП                                     |                                        |                                        |                                        |                                        |                                        |
| Није било вишеструких освајача медаља. | Није било вишеструких освајача медаља. | Није било вишеструких освајача медаља. | Није било вишеструких освајача медаља. | Није било вишеструких освајача медаља. | Није било вишеструких освајача медаља. | Није било вишеструких освајача медаља. |
| -------------------------------------- | -------------------------------------- | -------------------------------------- | -------------------------------------- | -------------------------------------- | -------------------------------------- | -------------------------------------- |

## Освајачи медаља Бугарске после 2. Европског првенства 1970—1971.
|    | Атлетичар/ка                                                    | м | ж | ЕП       | Дисциплина |   |   |   |   |
| -- | --------------------------------------------------------------- | - | - | -------- | ---------- | - | - | - | - |
| 1. | Иванка Венкова Иванка Кошничарска Софка Казанчева Монка Бобчрва |   | ж | 1971.    | 4 х 200 м  |   |   |   |   |
| 2. | Светла Златева Стефка Јорданова Dshena Бинева Тонка Петрова     |   | ж | 1971.    | 4 х 400 м  |   |   |   |   |
| 3. | Krestyu Христов Александер Јанев Александер Попов Јордан Попов  | м |   | 1971.    | 4 х 400 м  |   |   |   | 3 |
|    | Укупно                                                          | 1 | 2 | 1970—71. |            | 0 | 0 | 3 | 3 |